# カンダハールの戦い (2021年)
カンダハールの戦い（カンダハールのたたかい）は、アフガニスタン紛争のターリバーンによる攻勢において、アフガニスタンのカンダハール州の州都カンダハール市の支配をめぐって、旧支配勢力のターリバーンと共和国政府が争った出来事である。ターリバーンは7月からカンダハール中心地への攻勢を強め、8月には市の防衛線が崩壊、12日ごろには市内中心部にターリバーンが到達した。共和国政府の州知事はターリバーンに降伏し、13日までに政府軍の主力である第205軍団も、部隊を構成する兵士の大多数が武装放棄して崩壊した。

## 背景
カンダハールはアフガニスタンで2番目に大きな都市であると同時にターリバーン発祥の地でもあり、ターリバーンの中心地とされるヘルマンド州と同様に国際部隊の軍事基地が集中していた。ドーハ合意によって国際部隊の撤退が進むが、これらの基地の多くをアフガニスタン政府軍が引き継ぎ、カンダハールの防衛体制は引き続き厳重であった。
しかし、米軍の撤退と同時にターリバーンはアフガニスタン全土で攻勢を強め、各地の州都の支配を維持するために政府軍は分散し、カンダハールの防衛は弱体化した。7月の中頃までにターリバーンはザリ郡やパンジャウイ郡、さらには国境の要所スピンボルダックを制圧し、カンダハール市を包囲した。

## 戦闘
ターリバーンは7月9日からカンダハール市内へと進出をはじめた。これに応じて、アメリカ空軍と）アフガニスタン空軍はターリバーンの部隊を標的に空爆を行ったが、攻勢は抑えられなかった。7月16日までに、ターリバーンは空軍基地の機能を果たしているカンダハール国際空港のあるダンド地区（カンダハール市周辺）に進出し、州都の3つの近隣地域で激しい戦闘が発生したが、空港は陥落しなかった。8月初旬、ターリバーンの包囲網は近隣地域からの援軍によって強化され、共和国政府はカンダハールを保持するためにさらに多くの援軍を空輸することを強いられた。カブールからカンダハールに通じる長い幹線道路はターリバーンに封鎖され、援軍は陸路で市内まで到達できる状況ではなかった。ターリバーンは市内中心部をめがけて何度も攻撃を仕掛けたが、アメリカと共和国政府の空軍によって空爆され、コマンド部隊の反撃によって撃退された。ターリバーンは空爆を止めるために、カンダハール国際空港へロケット弾攻撃を実施した。アフガニスタン全土でターリバーンの支配地域が劇的に増加し、補給網が実質的に絶たれていたことから、市内の政府軍部隊は弾薬や兵糧不足が深刻化した。8月11日、ターリバーンは市内の中央刑務所に到達し、拘留されていた数多のターリバーン戦闘員を解放した。8月12日、ターリバーンはほとんどの政府軍の防衛陣地を攻め落とし、残った政府軍の兵士らは州知事の邸宅に撤退した。その後、知事は降伏し、コマンド部隊のみがターリバーンに投降することなく16日に脱出するまで空港に残った。

## 意義・影響
ターリバーンの発祥地の奪還は、同勢力のメンバーの士気を高めた。
農産物が豊富に採れるアルガンダーブ川の近くに位置し、パキスタンとの国境の主要なハブの1つであり、重要な貿易拠点として軍事・経済戦略的にきわめて重要な場所をターリバーンは確保した。
政府軍は地元民兵組織の助けを借りてもターリバーンを抑え込めないことが明らかになり、カーブル陥落の可能性は高まった。